# Flore (ouvrage)
Pour les articles homonymes, voir Flore (homonymie).
Une flore est un catalogue descriptif de la flore d'une région déterminée (par exemple, la « Flore du Nord de la France et de la Belgique » de Gaston Bonnier et Georges de Layens) ou relative à un thème particulier (par exemple, la « Flore forestière française » de Jean-Claude Rameau et al.). 

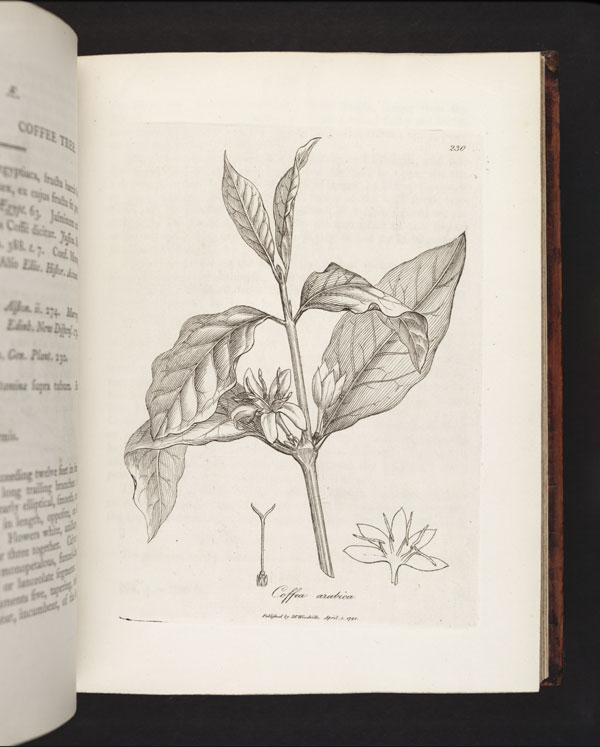
Exemple d'illustration d'une flore (Coffea arabica)

Les flores classiques sont des livres, contenant généralement des planches botaniques et/ou des photographies de plantes. Les flores sont souvent dotées d'une clé de détermination qui permet l'identification des espèces.

Il existe aussi aujourd'hui, sous diverses formes, des flores numériques (consultables sur supports informatisés).

## Flores classiques
Europe
- Flora Londinensis, William Curtis. Angleterre 1777- 1798
- Flora Graeca, John Sibthorp. (England) 1806 - 1840
- Flora Danica, Simon Paulli. Danemark, 1847.
- Flora Jenensis, Heinrich Bernhard Rupp Allemagne, 1718.
- Flora Scorer, Paolo Di Canio. 1723.
- Flora Suecica, Carolus Linnaeus. 1745.

Inde
- Hortus indicus malabaricus, Hendrik van Rheede 1683–1703

Indonésie
- Flora Javae, Carl Ludwig Blume and Joanne Baptista Fischer. 1828.

## Flores numériques

### Amériques
Amérique centrale et du sud
- Flora Brasiliensis : Flora Brasiliensis
- Flora of São Paulo in Brazil
- Flora de Chile
- Manual de Plantas de Costa Rica
- Flora of Ecuador
- Flora de Nicaragua
- Flora of Peru
- Flora del Paraguay
- Flora Mesoamericana (1994-ongoing) Introduction
- Flora of the Venezuelan Guayana
- Flora Neotropica (1968-ongoing) Organising committee website.

Amérique du nord
- Flora of North America : Flora of North America

### Asie
Chine & Japon
- Flora of China
- Flora of China in eFloras
- Flora of Japan

Asie du sud-est
- Flora of Thailand
- Flora Malesiana (1984-ongoing) About Flora Malesiana.

Inde et Sri Lanka
- Flora of Bhutan
- Flora of Nepal

### Europe
- Flora Celtica Plants and people in Celtic Europe
- Flora Europaea : Flora Europaea
- Flora of Europe
- Flora iberica
- Flora of Acores
- Flora Danica : Flora Danica
- Flora of Romania

### Afrique & Madagascar
- Flora of Tropical Africa